# Dactylia impar
Dactylia impar är en svampdjursart som beskrevs av Carter 1885. Dactylia impar ingår i släktet Dactylia och familjen Callyspongiidae. Inga underarter finns listade i Catalogue of Life.